# Gayle Rankin
Pour les articles homonymes, voir Rankin.
Gayle Rankin est une actrice britannique née le 1er août 1989 à Paisley en Écosse.

## Filmographie

### Cinéma
- 2012 : Warfield : Molly
- 2013 : It Goes Quiet : Joanie
- 2013 : Frank the Bastard : Mary
- 2014 : The Meeting : Sarah
- 2015 : Buzzer : Suzy
- 2015 : Girl Wakes Up : Jane
- 2016 : The Passing Season : Tess
- 2017 : The Greatest Showman : Queen Victoria
- 2017 : The Meyerowitz Stories : Pam
- 2018 : Health to the King : Mary Anne
- 2018 : Her Smell : Ali van der Wolff
- 2018 : Relationship : Rachel Flegelman
- 2018 : Mon âme sœur : Mira
- 2019 : Jane : Jane
- 2019 : The Climb : Marissa
- 2019 : Blow the Man Down : Alexis
- 2020 : À quel prix ? : Maya
- 2021 : Editing
- 2022 : Men : Riley
- 2022 : Moon Manor : Tammy
- 2023 : Bad Things : Ruthie Nodd
- 2025 : The Fall of Sir Douglas Weatherford

### Télévision
- 2012 : New York, unité spéciale : Holly Schneider (1 épisode)
- 2012 : My America (1 épisode)
- 2013 : The Missionary : Molly Elbridge
- 2017-2019 : GLOW : Sheila the She-Wolf (30 épisodes)
- 2020-2023 : Perry Mason : Emily Dodson (10 épisodes)
- 2022 : Kindred : Margaret Weylin (7 épisodes)
- 2022-2024 : House of the Dragon : Alys Rivers (5 épisodes)
- 2025 : The Listeners